# Лейси, Франсиско Антонио де

Герб графа Франсиско Антонио де Лейси-и-Уайт

Франсиско Антонио де Лейси-и-Уайт (исп. Francisco Antonio de Lacy y Witte; 1731, Ольстер — 1792, Барселона) — испанский военный, государственный и дипломатический деятель XVIII века. Граф Лейси.

## Биография
Ирландец по происхождению на службе у испанских Бурбонов. Сторонник якобитов. Эмигрировал из Ольстера. Сражался под знамёнами «Диких гусей» при Фердинанде VI. С 1762 года — полковник.
В 1763 году король Испании Карл III назначил его полномочным министром при дворе Густава III, короля Швеции. Функции эти он исполнял до 1777 года.
Одновременно в 1772—1780 — полномочный министр в России. 
В начале 1777 года Ф. де Лейси узнал, что в 1769—1771 офицер российского флота Ченков проводил исследования районов между Камчаткой и Аляской. В своих письмах из Санкт-Петербурга, он предупреждал о российских планах колонизации Калифорнии.
Ф. де Лейси узнал также о том, что Британия просила российскую императрицу Екатерину II о вооружённой поддержке английских гарнизонов на Минорке и Гибралтаре.
Позже — генерал Королевской артиллерии. В 1780 году Ф. де Лейси командовал артиллерией при большой осаде Гибралтара (1779—1783). Был женат на дочери маркиза д’Аббевилле.
Генеральный инспектор Испании и Вест-Индии.
С марта 1789 года по 31 декабря 1792 года служил губернатором и генерал-капитаном Каталонии.

## Награды
- Большой крест Ордена Карлоса III